# The Wooden Leg
The Wooden Leg è un cortometraggio muto del 1909 diretto da David W. Griffith che ne firma anche la sceneggiatura.

## Trama
Il padre di una ragazza vuole che lei sposi un uomo ricco. Ma lei, innamorata di un altro, disgusta il pretendente presentandosi a lui con una gamba di legno che, in realtà, la ragazza ha preso in prestito da un vagabondo.

## Produzione
Prodotto dall'American Mutoscope & Biograph.

## Distribuzione
Il copyright del film, richiesto dall'American Mutoscope and Biograph Co., fu registrato l'8 marzo 1909 con il numero H123745.
Il film uscì nelle sale cinematografiche USA l'8 marzo 1909, distribuito dall'American Mutoscope & Biograph. Il film veniva programmato in split reel insieme a The Roue's Heart, un altro cortometraggio diretto da Griffith.
Non si conoscono copie ancora esistenti della pellicola che viene considerata presumibilmente perduta.